# Zao
Zao — французская группа, сочинявшая музыку в стилях джаз-фьюжн и цойль. Костяк группы составили два бывших участника «Магмы»: кларнетист Йочко Шеффер и пианист Франсуа Каэн. Уйдя из Магмы, Франсуа Каэн хотел двигаться в сторону осторожного авангардного джаза. По сравнению с Магмой, звучание стало мягче, стало больше творческой импровизации и элементов этники. Во втором альбоме продолжился отход от стиля цойль, музыка всё больше напоминала джаз-рок-фьюжн-легенду Weather Report. В 1976 году к группе присоединился известный скрипач Дидье Локвуд (который появляется в альбомах Kawana и Live!), в том же году уходит Йочко Шеффер. В 1977 группа распадается. В 1994 году группа воссоединяется, новый альбом отмечен возвращением к стилю цойль. В 2004 — тур по Японии, результатом которого становится альбом с классическими номерами группы.

## Дискография
- 1973 : Z=7L
- 1974 : Osiris
- 1975 : Shekina
- 1976 : Kawana
- 1977 : Typhareth
- 1994 : Akhenaton
- 2004 : Live ! (1976)
- 2006 : Zao Family
- 2007 : Zao In Tokyo (2004)
- 2008 : Ethnic-3 Live